# César Díaz (voetballer)
César Díaz Martínez (Villamalea, 5 januari 1987) is een Spaans voetballer. Hij speelt als aanvaller bij Albacete Balompié.

## Clubvoetbal
Díaz speelde vanaf 2000 in de jeugd van Albacete. In 2005 kwam hij bij de selectie van het eerste elftal, na de degradatie van Albacete uit de Primera División naar de Segunda División A.

## Nationaal elftal
Díaz won in juli 2006 met het Spaans elftal het EK Onder-19 in Polen. Op het EK bereikte Spanje redelijk simpel de finale door in de groepsfase Turkije (5-3), Schotland (4-0) en Portugal (1-1) achter zich te houden en in de halve finale van Oostenrijk te winnen (5-0). In de finale werd uiteindelijk met 2-1 gewonnen van Schotland door twee doelpunten van Alberto Bueno. Díaz scoorde in de laatste groepswedstrijd tegen Portugal het enige Spaanse doelpunt.